# 鈴木喬
鈴木 喬（すずき たかし、1935年1月18日 - ）は、日本の実業家。エステー会長（元社長）。東京都渋谷区出身、一橋大学商学部卒業。

## 経歴
1935年（昭和10年）今でいう日用品のディスカウンターをしていた鈴木千蔵（エステー化学初代社長）の四男として東京都で生まれる。戦争にかり出された兄たちにかわり、小学生のころから家業を手伝う。東京大空襲で店を焼かれ、焼け野原のなか父のゼロからの再出発を支えた。
東京都立新宿高等学校を経て、商人になりたいという想いから叔父に勧められ一橋大学商学部に進学。すでに父と兄がエステー化学工業㈱（現エステー）を設立していたが「もっと広い世界で活躍したい」と考え、サラリーマンの道を選択する。
1959年（昭和34年）日本生命保険に入社。東京総局調査部門に配属する。日本生命保険で法人営業部第一課長や総合法人業務部次長を経て、40代で法人営業部門を立ち上げ、年間契約高1兆円以上のトップセールスマンとして活躍した。1985年（昭和60年）エステー化学（のちのエステー）に出向した。エステー化学で企画部長、取締役営業本部首都圏営業統括部長、常務営業本部マーケティング部長、専務等を経て、経営が苦境に陥った1998年（平成10年）エステー化学代表取締役社長に就任。2002年（平成14年）代表取締役社長兼最高業務執行役員に就任する。2003年（平成15年）雪印食品事件で大立ち振る舞いした雪印乳業株式会社の鹿毛康司を宣伝部長としてヘッドハンティング。同時にバブル期に膨らんだ「負の遺産」を大リストラするとともに、新商品開発を年間1点に限定。失敗の許されない状況で、全社の反対を押し切って発売した「消臭ポット」を大ヒットさせる。その後、チーフ・イノベーターとして「消臭力」「脱臭炭」「米唐番」などヒットを連発。社員数500人の「世界のニッチトップ企業」として、巨大グローバルカンパニーと戦う企業へと成長させた。
2004年（平成16年）自身を含めた役員の暴走をチェックする体制を作るため、委員会設置会社に移行し、代表執行役社長兼取締役会議長に就任。取締役を10人から5人に削減したり、商品数削減、工場閉鎖などのリストラを行う一方、新商品を絞り込み、消臭剤「消臭ポット」、「消臭力」、「脱臭炭」、電子式消臭芳香剤の新商品をヒットさせる。
同年、疲労がつのり、1ヶ月間入院する。2005年（平成17年）創業以来最高の純利益18億円を達成した。また、売上高を社長就任時から20パーセント増やし452億円とした。
2007年（平成19年）社長を退任し、執行役兼取締役会会長に就く。同年、社名をエステー化学からエステーに変更する陣頭指揮をとる。化学専攻以外の学生からも幅広く就職先として志望してもらうことが狙いであった。同年、社名変更を告知するCMに小林寛三社長と共に出演。鈴木がトップダウン型の経営を行っていたのに対し、後任の小林寛三社長はチームワーク経営を行っていた。ところが、リーマン・ショック等による景気悪化により消臭芳香剤事業の販売が伸び悩んだことを受け、再びトップダウン型の経営により経営スピードを上げるため、求心力のある鈴木が、2009年（平成21年）代表執行役執行役社長兼取締役会会長に復帰する。
2010年（平成22年）同社製品「かおりムシューダ」のCMに主演。2012年（平成24年）から社長を米田幸正に任せて再び会長に専任する。
2023年 (令和5年) 会長を鈴木貴子に引渡し、特別顧問に就任。
現在は執行役会長を務めながら徹底した「お客様志向」の商品開発、ユニークなCMなど、イノベーティブな企業経営で注目を集めている。週末には息抜きとして軽井沢にある別荘の近くでスポーツバイクに乗って汗を流す。

## 人物
- 実家の家業は東京の原宿で日用品のディスカウンターを営んでいた。父は何とか成功者の部類に入ったところだったが、戦争で爆撃されて無一文になった。小学校1年のとき太平洋戦争が始まって、3年、4年生と縁故疎開して、帰ってきたら父が掘っ建て小屋を作って鈴木が唯一の働き手の売り子だった。5年、6年生、新制中学第1回生は青空教室。ちゃんと学校に行ったことはなかった。学校も勉強する場所も教科書も先生も食べるもない。仕方なく父がいろいろな所から仕入れてきたものを雨戸に並べて露店を広げて食いつないた[1]。
- 少年時代に過ごした戦後すぐの焼け跡から「ものを売る前に自分を売って、それから会社を売って、それから熱意を売って」という原点を身につける[1]。
- すぐ上の兄は東京大学工学部大学院に通いながら商売人を目指して、父は常に資金繰りで苦労している姿を見て、サラリーマンならラクが出来るのなあと反面教師で思っていた。
- こだわりは「負けることは大嫌い」[11]
- 趣味は水泳、山歩き[11]
- 特技は数学、統計学[11]
- 座右の銘は「運と勘と度胸」[11]
- 心に残る本はマキアヴェッリ『君主論』、野中郁次郎・戸部良一『戦略の本質』[11]
- 尊敬する人は勝海舟[11]

## 親族
薬剤師でエステー化学の事実上の創業者・鈴木誠一（元エステー化学社長）や、鈴木明雄（元エステー化学社長）は実兄で、2013年4月から社長を務める元日産自動車社員の鈴木貴子は姪である。

## テレビ出演
- 日経スペシャル カンブリア宮殿 3度社長に就いた男が語る 不況に負けない社長術（2010年8月9日、テレビ東京）[14]

## 著書
- 『社長は少しバカがいい。乱世を生き抜くリーダーの鉄則』（2013年1月26日、WAVE出版）ISBN 9784872906004
  - 『社長は少しバカがいい。乱世を生き抜くリーダーの鉄則』（2016年12月16日、WAVE出版 WAVEポケット・シリーズ）ISBN 978-4866210278